# Evocoa chilensis
Espèce
Synonymes
- Ocoa  chilensis Yeates, Irwin & Wiegmann, 2003 - protonyme[2]

Evocoa chilensis  est une espèce de diptères de la famille des Evocoidae.